# 쿨리 대 워든보드 사건
쿨리 대 워든보드 사건(Cooley v. Board of Wardens 53 U.S. 299 (1852))은 미국 연방대법원의 유명 판례이다. 미국 연방법원이 통상조항에 관해 최초로 판시한 판례 중 하나이다. 배를 운행하는 쿨리가 펜실베니아 주 필라델피아의 워든보드를 상대로 소송을 건 사건으로 이 사건에서 펜실베니아 필라델피아를 출입하는 모든 배의 선장을 펜실베니아 출신으로 하는 주법이 미국 헌법상 통상조항을 위반하지 않는다고 판시하였다. 대법원 다수의견은 헌법이 의회에 상업을 통제할 권한을 주었다고 하여 각 주들이 배의 선장임명을 통제할 권한을 박탈하였다고 보지 않고 있으며 연방의회가 주의 이 사항을 위임을 했음을 표시하였기 때문이다.

## 참고 문헌
- p 41, 찰스 비어드, 미국 헌법의 경제적 해석. 지식을만드는지식, 2012.
- 사법연수원편집부, 미국헌법 (2007), 사법연수원, 2008.

## 같이 보기
- 통상조항